# TransMilenio
TransMilenio（トランスミレニオ）は、コロンビアの首都ボゴタと郊外のソアチャで運行しているバス高速輸送システムの名称である。

## 概要
2000年にアベニーダ・カラカスとカジェ80（80番通り）間で運行を開始した。その後、路線を徐々に増やし、ボゴタ・ソアチャ市内に12の路線と148の駅ほかで合計114.4 km (71 mi)の距離を運行している。

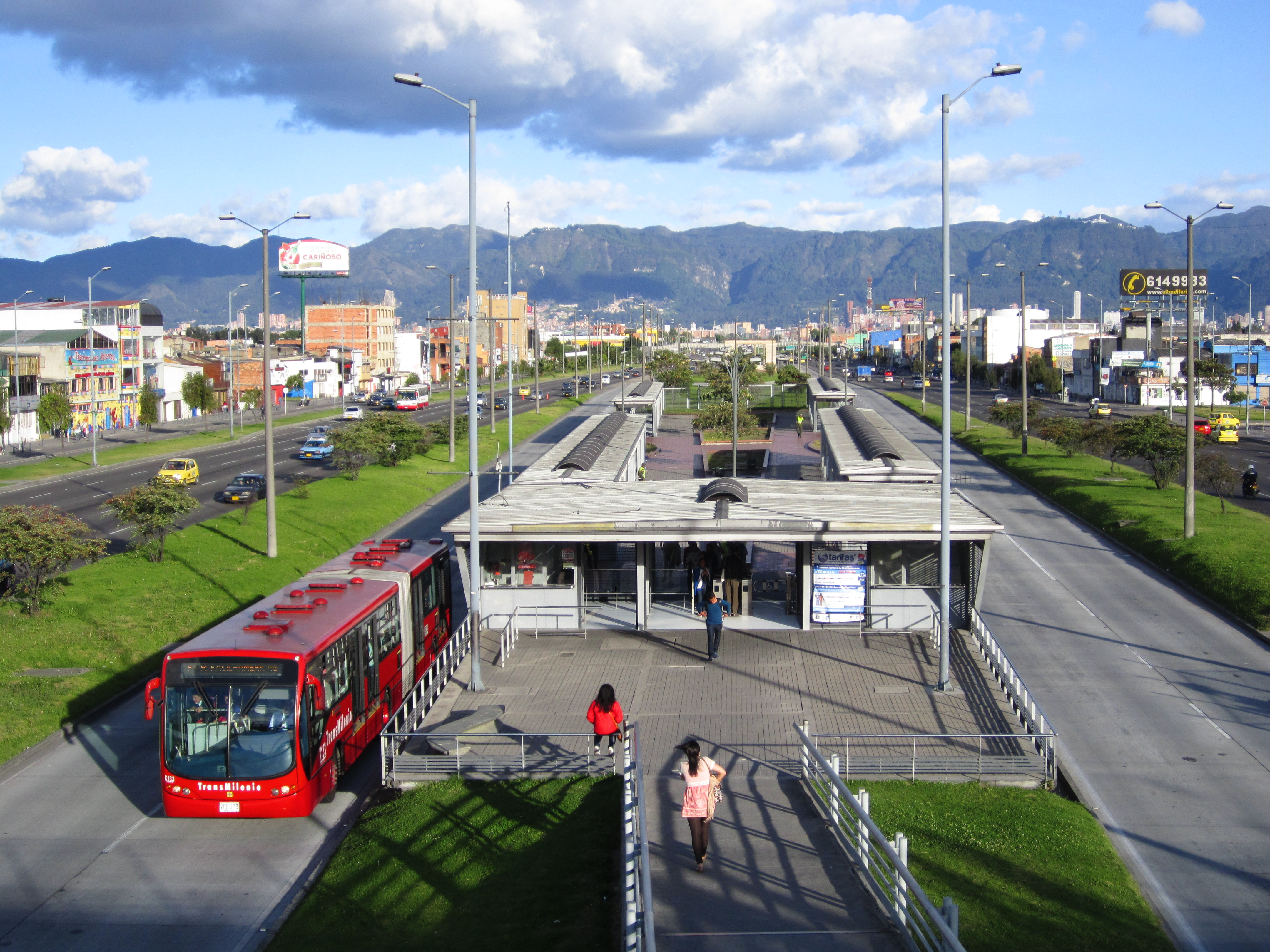
停留所と幹線バス

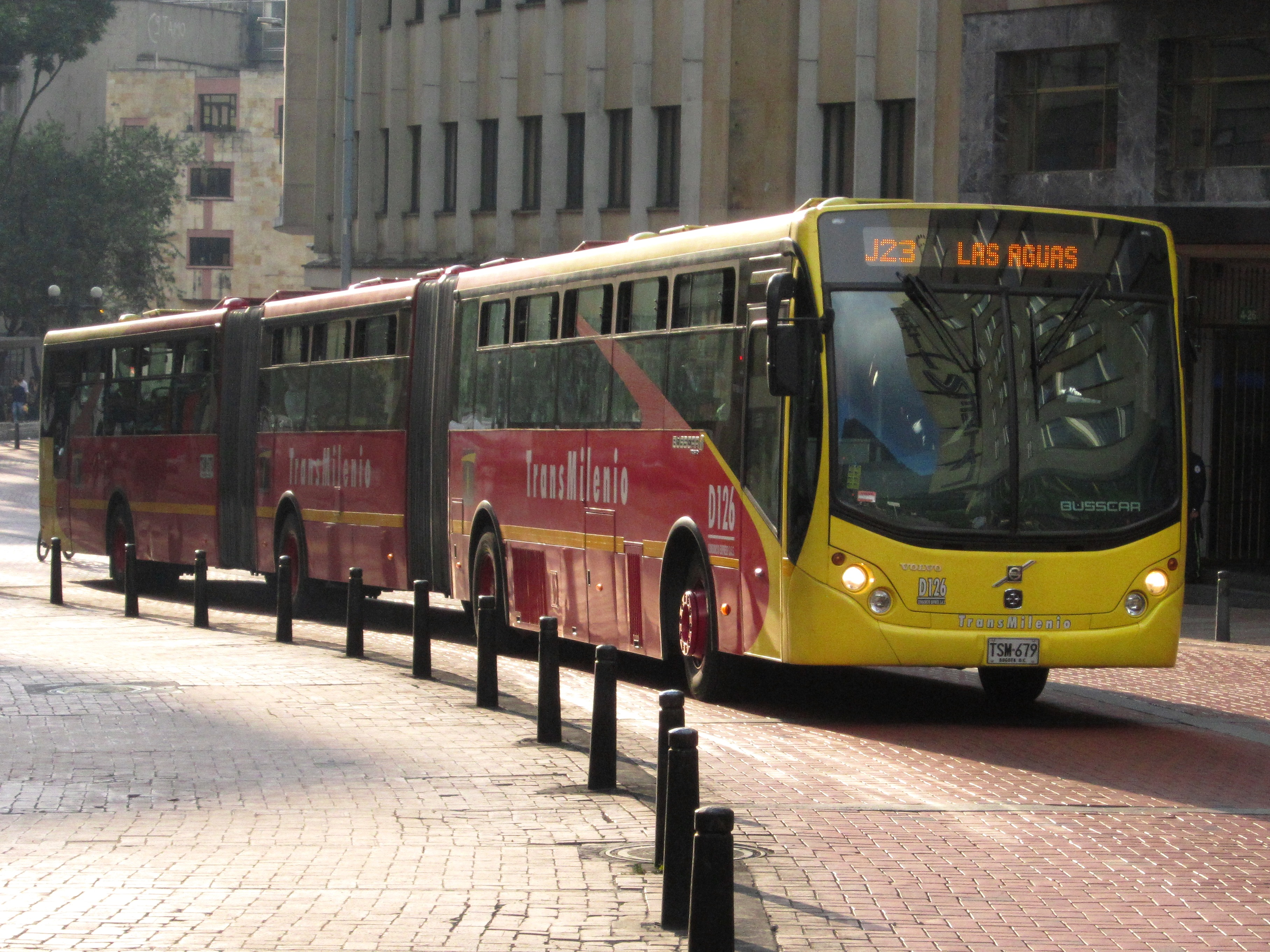
ニ連節バス

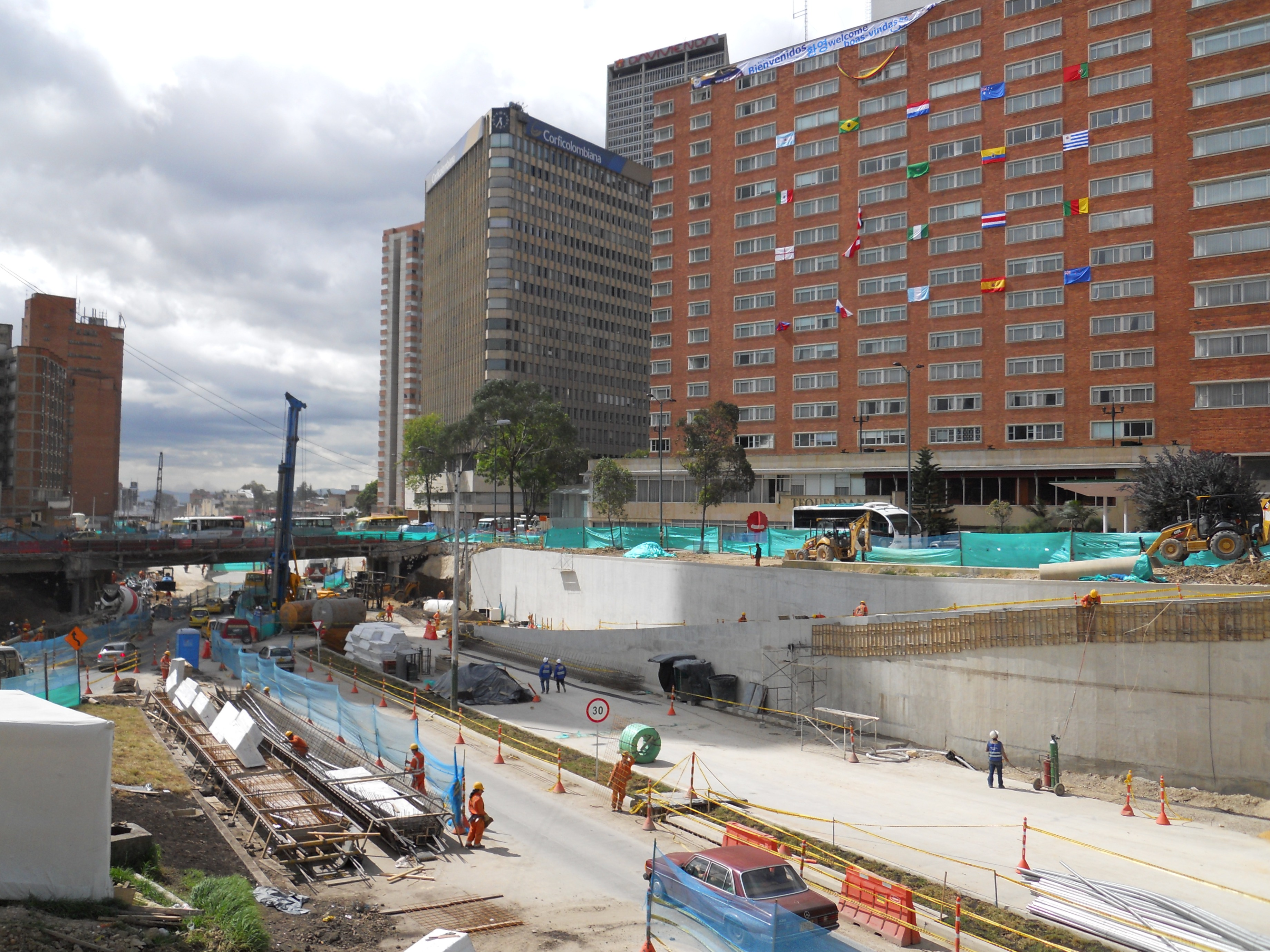
K線用道路の建設現場

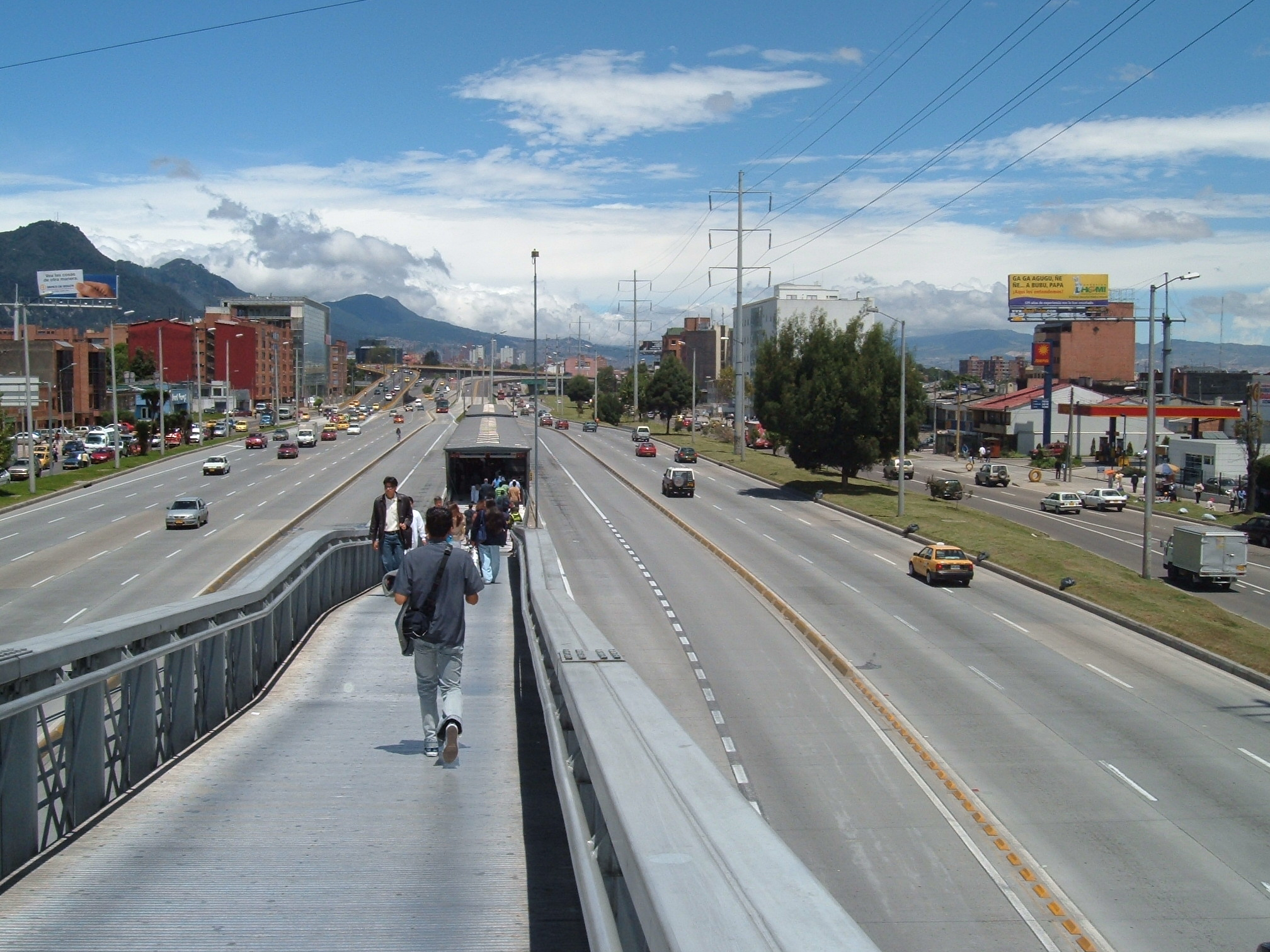
車線間に設けられた幹線の停留所

ブラジル、クリチバのヘジ・インテグラダー・ジ・トランスポルチ（統合輸送ネットワーク）から着想を得たバス高速輸送システムで、相互に接続する複数のバス・ラピッド・トランジット路線と、主要な通りや「トロンカル」（幹線、基幹路線・道路）の車線間に設けられた床に高さのある停留所で構成される。停留所は車線間に設けられることが多いので、利用者は大抵車道に架かる橋を渡って停留所に向かうことになる。通常、道路の中央を走る4路線はバス交通専用路線である。外側車線では快速バスが普通バスを迂回することが許可されている。
支線は専用道ではない道路上に設定される。幾つかの主要な停留所には自転車利用者向けの駐輪場が設置されている。
利用者は停留所の入口でスマートカードを使って支払い、改札口を通って概ね5 m幅の停留所の構内でバスを待つ。バスと停留所のドアは同時に開き、利用者は単純に入口を歩いて越えて乗車する。停留所のプラットホームとバスの床は同じ高さにある。

## バス車両
バスはディーゼル車で、多くはブラジルに本社を置くマルコポーロから購入しているが、ドイツのメルセデス・ベンツやスウェーデンのボルボ、スカニアなどの企業で製造されたものも在籍する。幹線用の車両は連節バスであり定員は160人。2007年5月にはより大きい新型の定員270人の二連節バスが発表された。在籍するバスには信号機を優先させるためトランスポンダーが備え付けられておらず、以前にシステムの総責任者であったAngelica Castroによってこの事が悔やまれている。2019年の第4四半期の時点で平均で1766台のバスが幹線上を、"Alimentadores"（支線用）として知られる780台のバスが支線（幹線以外の路線）で運行されている。幹線用には赤色の連節バスが、支線用には緑色の普通バスがそれぞれ運用される。

## 料金とカード
2020年時点の片道運賃は2500コロンビア・ペソ（€0.6又はUS$0.63程）である。カードは非接触ICカード（MIFARE）のシステムを使っており、複数回の移動でも一枚のカードを使って購入することができる。
| 年      | ラッシュ時（COP） | 通常時（COP） |
| ------- | ----------------- | ------------- |
| 2020    | $2500             | $2500         |
| 2019    | $2400             | $2400         |
| 2018    | $2300             | $2300         |
| 2017    | $2200             | $2200         |
| 2016    | $2000             | $2000         |
| 2015    | $1800             | $1800         |
| 2014    | $1800             | $1500         |
| 2013    | $1700             | $1400         |
| 2012    | $1700             | $1700         |
| 2011    | $1750             | $1750         |
| 2010    | $1700             | $1700         |
| 2009    | $1600             | $1600         |
| 2008    | $1500             | $1500         |
| 2007    | $1400             | $1400         |
| 2006    | $1300             | $1300         |
| 2005    | $1200             | $1200         |
| 2004    | $1200             | $1200         |
| 2003    | $1100             | $1100         |
| 2002    | $1000             | $1000         |
| 2001-10 | $900              | $900          |
| 2001-02 | $850              | $850          |
| 2000    | $800              | $800          |

## 問題点

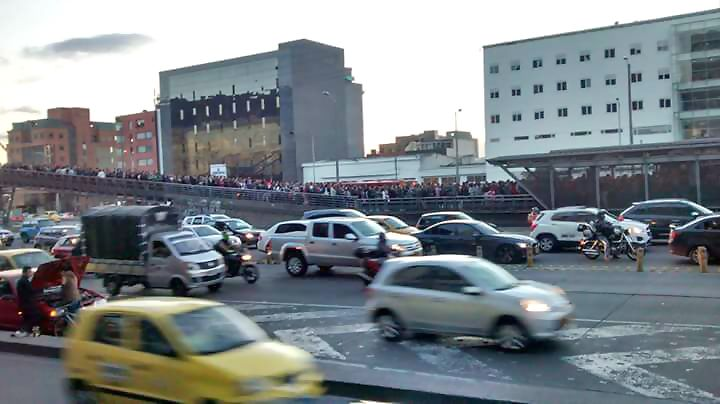
停留所に並ぶ大勢の利用者

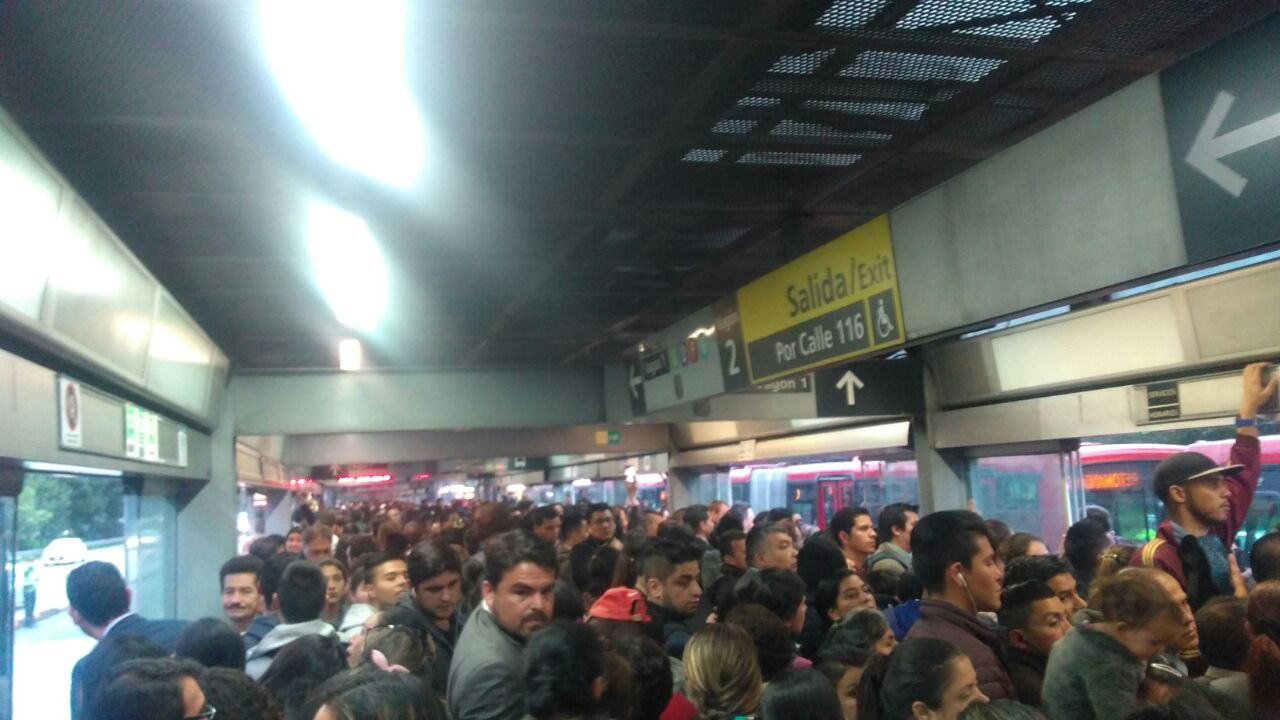
混雑時の停留所の風景

### 利用者の不満
近年の調査によると、トランスミレニオは利用者の86 %から不満の評価を受けている。サービスの質の悪さに対してバス専用道を塞ぐ利用者のストライキが勃発しており、時に輸送システム全体を停止する程にまで発展している。それに対しては、警察官の大量配備、催涙ガスや放水銃などの群衆整理措置の発動がしばしば行われる。
利用者や独立機関、メディアから1平方メートルあたり平均で8人の乗客がいるという過密状態や不安感、質の悪い顧客サービスが苦痛であると表現されている。ラッシュ時には、「バスから降りられない程に停留所が混んでいる」という評判がある。幾つかの停留所では、利用者がスマートカードをチャージするために長蛇の列を作らなければならない、停留所に入るために別の列で待たなければならないなど、非常に深刻な過密状態となっている。

### 停留所および車内での窃盗と盗難被害
2017年の公的なデータによると、過密状態の停留所で3404件、バス車内で1442件を超す窃盗（スリが乗客の携帯電話や財布を盗む行為など）が発生している。携帯電話の盗難被害はボゴタ市周辺で大きな問題となっており、これらを含め、バス停留所および車内での窃盗と盗難被害は地域の経済状況や所得水準、政治家の判断などが複雑に絡み合った結果と言えるもので、公的なデータは政策を批判する題材でもある。

### わいせつ行為と被害
女性の乗客が、輸送システムの過密状態が女性へのわいせつ行為とその隠匿を容易にしていると主張している。2012年にボゴタの女性問題事務官によって行われた調査によると64%の女性がバスの車内でわいせつ行為の被害に遭ったことがあると答えている。この問題に立ち向かう為に女性専用車や女性の特殊私服警察官などといった対策が講じられてきたが効果は見られず、わいせつ行為は現在も発生している。

### バス車両の問題
2017年から2018年にかけて、機械故障によってバスが炎上する、連接バスの前部と後部が分離する、バスから外れたタイヤが別の自動車に当たる、車内への雨漏りの報告など、バス車両に関する不具合が相次いで報告された。